# Hudourniki
Hudoúrniki (znanstveno ime Apodiformes) so red ptic, v katerega uvrščamo tri družine:
- drevesni hudourniki (Hemiprocnidae)
- hudourniki (Apodidae)
- kolibriji (Trochilidae)

V Evropi in na Slovenskem je razširjena le družina hudournikov. Skupno šteje red skoraj 500 danes živečih vrst, s čimer je za pevci vrstno najbolj pester red ptičev. Njihovi najbližji sorodniki so ležetrudniki.